# Церковь Николая Чудотворца в Воробине

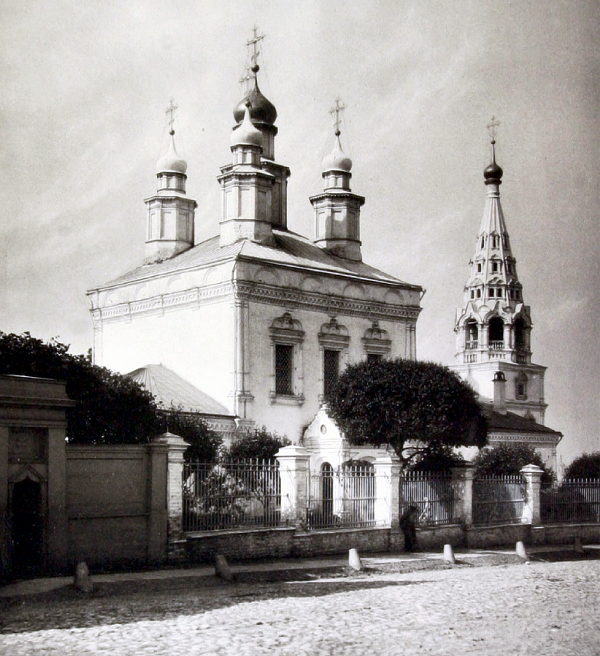
Фотография 1881 года

Церковь Николая Чудотворца в Воробине «на Гостиной горке» — несохранившаяся православная церковь в Москве.

## Происхождение названия
Храм получил название в честь стрелецкого головы Данилы Воробина, который в 1679—1682 годах командовал полком, располагавшимся в районе современной улицы Воронцово Поле. Наименование «на Гостиной горке» указывает на то, что в этой местности селились купцы, которых в те времена называли гостями.

## История
Деревянная церковь Николая Чудотворца известна с 1625 г. Она сгорела в 1688 г.
Строительство каменного храма началось в 1690 году на деньги стрельцов полка Стрекалова «с приобщением дарованных царем в память рождения царевича Алексея Петровича 550 рублей».
17 июня 1693 года патриарх Адриан освятил новое здание церкви.
В 1722 году был построен придел Иоанна Воина, перенесённый в 1782 году в юго-восточный угол трапезной (повторное освящение провёл протоиерей Сретенского собора Иоанн Ставровский).
В 1792 году в её северо-восточном углу был устроен алтарь в честь митрополитов Московских Петра, Алексия и Ионы. Храм обновлялся в 1903 году на средства А. П. Бахрушина.
14 (27) января 1918 года Патриарх Тихон во время литургии в Николо-Воробьинском храме произнёс поучение «Россия в проказе».
Церковь была закрыта в 1931 году, а в 1932 разрушена; отдельно стоявшая колокольня — позднее.
С 1939 по 1969 год на месте храма находилась школа № 656, с 1969 по 1971 год располагалось медицинское училище № 7, а с 1971 года — Министерство юстиции СССР (РФ) по адресу: улица Воронцово поле, дом 4, корпус 1.[значимость факта?]

## Внешний облик
Храм представлял собой высокий четверик с пристроенной трапезной, покрытый пятиглавием в виде луковок, поставленных на оригинальные двухъярусные восьмигранные барабаны. Рядом с храмом стояла колокольня с шатром, увенчанным луковкой с крестом.

## Внутреннее убранство
Главный иконостас датировался XVIII веком, но царские врата — второй половиной XVII века. За ним находился другой иконостас, выполненный в XVII веке. Паникадило относилось к середине XIX века. Иконостасы в приделах были выполнены в стиле ампир.